# 川口柊人
川口 柊人（かわぐち しゅうと、2000年8月9日 - ）は、日本の男子バレーボール選手である。

## 来歴
埼玉県さいたま市出身。テレビ中継で試合を観たのがきっかけで興味を持ち、小学3年生からバレーボールを始めた。
2016年、駿台学園高等学校に進学。同年、第71回国民体育大会（岩手国体）の男子少年の部に出場し優勝。
2019年、日本体育大学に進学。2年次の2020年、全日本大学選手権大会（全日本インカレ）で準優勝。3時年の2021年、秋季関東大学バレーボール1部リーグで優勝を果たした。4年次の2022年は、春季関東大学バレーボール1部リーグでベストブロッカー賞を受賞。全日本インカレで4強となった。
2022-23、V.LEAGUE DIVISION1 MEN（V1男子）に所属するJTサンダーズ広島の内定選手となった。
2023年、大学卒業後に、JTサンダーズ広島に入団。同年、第31回ユニバーシアード代表に選出された。
入団1シーズン目となる2023-24にV1男子の試合に出場し、Vリーグデビューを果たした。
2025年4月、2024-25シーズン限りでの退団が発表された。6月にジェイテクトSTINGS愛知との契約合意が発表された。

## 球歴
- ユニバーシアード日本代表 - 2023年

## 所属チーム
- 駿台学園高等学校（2016-2019年）
- 日本体育大学（2019-2023年）
- JTサンダーズ広島/広島サンダーズ（2023-2025年）
- ジェイテクトSTINGS愛知（2025年-）

## 受賞歴
- 2022年 - 春季関東大学バレーボール1部リーグ ベストブロッカー賞